# Bruno Bräuer
Bruno Bräuer (4 février 1893 - 20 mai 1947) est un général des troupes aéroportées de l'Allemagne nazie pendant la Seconde Guerre mondiale. 
Il servit en tant que commandant en Crète (appelée forteresse de Crète par les Allemands), puis commanda la 9e division de parachutistes. Après la guerre, Bräuer fut reconnu coupable de crimes de guerre et exécuté, aux côtés de Friedrich-Wilhelm Müller, à l'occasion de l'anniversaire de l'invasion allemande de la Crète.

## Biographie
Il est promu caporal en 1911, et l'année suivante, il rejoint le 155e régiment d'infanterie à Ostrowo/Pleschen. 

### Seconde Guerre mondiale
En novembre 1942, Bräuer remplaça le général Alexander Andrae (de) en tant que commandant de la Crète. Le 25 mars 1943, jour de l'indépendance grecque, il libéra 100 Crétois emprisonnés dans la prison d'Agia. Parmi eux se trouvait Konstantínos Mitsotákis, qui devint plus tard député et Premier ministre de la Grèce. Après les échecs allemands à Stalingrad et El Alamein, Bräuer ordonna la construction de bunkers de commandement souterrains, de défenses autour de la baie de Souda tout en augmentant les stocks de munitions. Bräuer fut ensuite remplacé par le général Friedrich-Wilhelm Müller en 1944.
En janvier 1945, la 9e division allemande de parachutistes fut formée sous Bräuer, principalement composée de forces terrestres de la Luftwaffe. En janvier 1945, deux de ses bataillons furent encerclés par le 1er front ukrainien à Breslau, où ils furent mis hors de combat. Le reste de la division se retira vers Seelow ; un nombre considérable de soldats fuirent lorsque le barrage soviétique débuta. En peu de temps, la ligne s'effondra quasi complètement et nombre de ses hommes commencèrent à déserter. Bräuer subit une dépression nerveuse au cours duquel il fut relevé de ses ordres.

### Condamnation et exécution
Avec le général Friedrich-Wilhelm Müller, Bräuer fut accusé de crimes de guerre par un tribunal militaire grec. Il fut jugé à Athènes pour les atrocités commises en Crète. Sous les poursuites de l'amiral Nicholas Zacharias, procureur de la marine grecque, Bräuer fut accusé de la mort de 3 000 Crétois, responsable de massacres, de terrorisme systématique, de déportation, de pillage, de destruction gratuite, de torture et de mauvais traitements. Bräuer fut reconnu coupable et condamné à mort le 9 décembre 1946. Il fut exécuté par un peloton d'exécution à 5 heures le 20 mai 1947, jour de l'anniversaire de l'invasion allemande de la Crète. L'historien Antony Beevor le qualifia « d'homme vraiment malheureux », ayant été exécuté pour des crimes « commis sous un autre général».

## Décorations
- Croix de fer (1914) de 2e classe (15 octobre 1914) et de 1re classe (1er avril 1917)[2]
- Agrafe de la Croix de fer (1939) de 2e classe (20 octobre 1939) et de 1re classe (23 mai 1940)
- Croix de chevalier de la croix de fer le 24 mai 1940 en tant que commandant du Fallschjäger-Regiment 1[3]
- Croix allemande en or le 31 mars 1942 en tant que commandant du Fallschjäger-Regiment 1[4]